# Décoration de la Fidélité
La Décoration de la Fidélité fut créée par ordonnance royale du Roi Louis XVIII du 5 février 1816, au profit des quelques 600 Gardes Nationaux de Paris en service en 1815 et en remplacement de la Décoration du Lys précédemment attribuée.
Elle constituait donc une version particulière de la Décoration du Lys strictement réservée aux Gardes Nationaux de Paris.
Elle existait en deux classes argent et or, mais il semblerait que cette dernière ait été très peu décernée.
L’ordonnance du 10 février 1831 officialisera la disparition de la Décoration.
La Décoration de la Fidélité fut à tort et à l’image de la Décoration du Lys, souvent appelée « Ordre de la Fidélité ». Pourtant, force est de constater que tous les textes officiels font mention de « décoration » et non d’« Ordre » : il n’y avait ni grand maître, ni chancellerie spécifique ; malgré cela, aujourd’hui encore, nombreux sont les ouvrages et les catalogues spécialisés dans les décorations, qui la dénomment « Ordre de la Fidélité ».

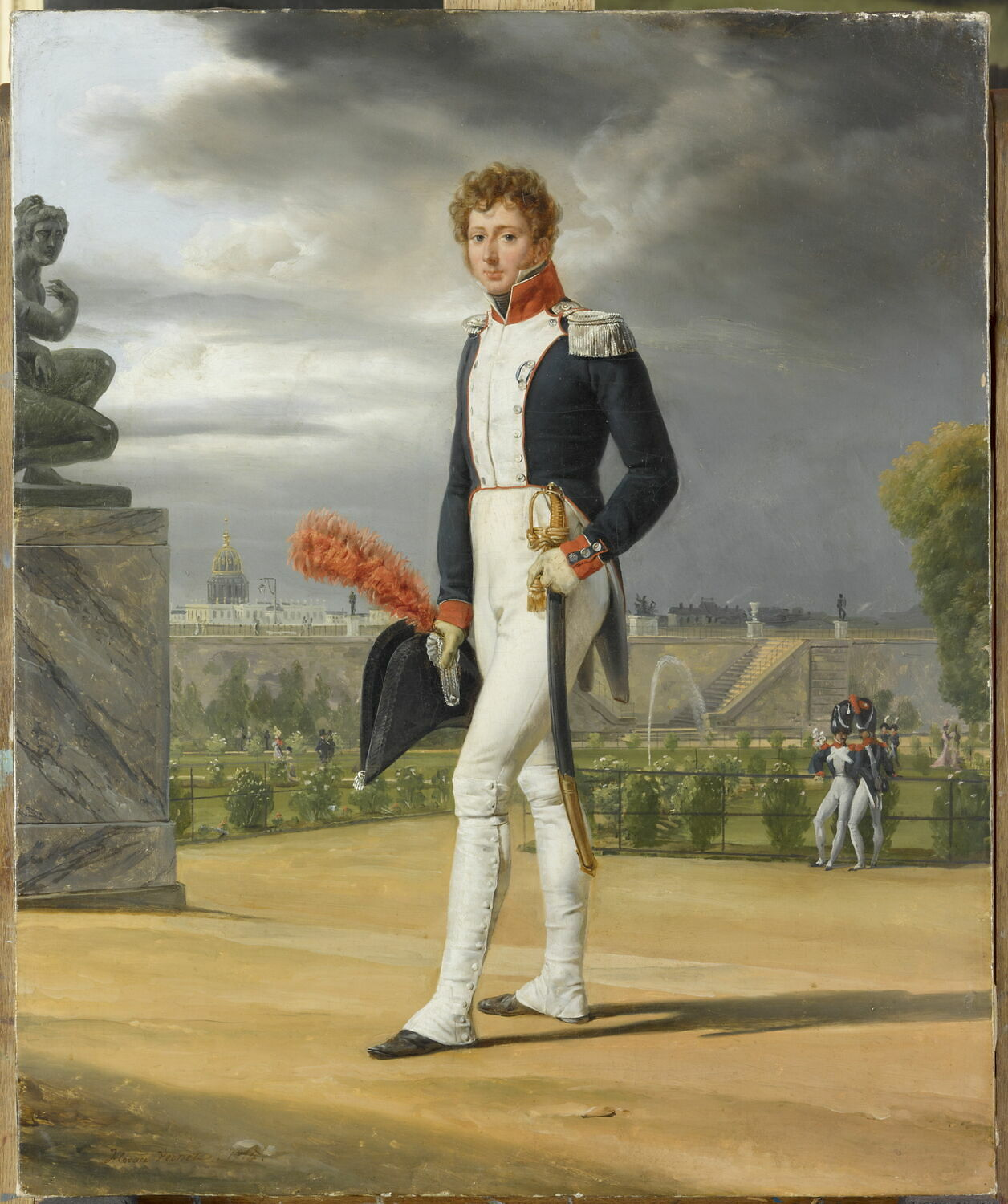
Philippe Lenoir par Horace Vernet : un officier de la Garde nationale, récipiendaire de la décoration, dans les jardins des Tuileries.
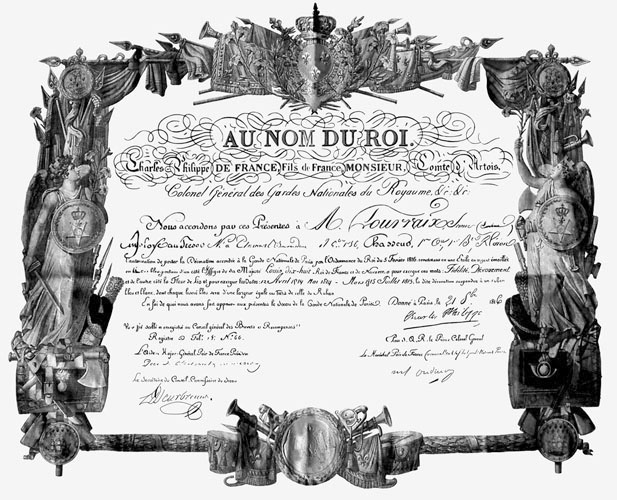
Diplôme accompagnant la décoration

## Insigne et ruban
L'insigne, suspendu à un ruban à trois bandes d’égales largeurs (une bleu roi, une blanche et une bleu roi) était constitué d'une étoile reversée, en argent ou en or, à cinq branches pommetées, émaillées de blanc, avec au centre un médaillon :
- Une couronne royale surmontant l’étoile, était rattachée à celle-ci par une fleur de lys ;
- Sur l’avers : l’effigie, en or, du roi Louis XVIII placée sur fond d’émail blanc ou bleu, était entourée par la devise « FIDELITE - DEVOUEMENT » inscrite en lettres dorées sur fond d’émail bleu.
- Sur le revers : une fleur de lys d’argent sur fond doré, était entourée par les dates, inscrites sur fond d’émail bleu « 12 avril-3 mai 1814, 19 mars-3 juillet 1815 ».